# Woiwodschaft Białystok (1919–1939)
Die Woiwodschaft Białystok (polnisch Województwo białostockie) war in den Jahren 1919 bis 1939 eine Verwaltungseinheit der Zweiten Polnischen Republik, die südlich von Litauen und Ostpreußen die Region um die Hauptstadt Białystok umfasste. Das westliche Gebiet der damaligen Woiwodschaft liegt heute in Podlachien, die östliche Hälfte in Belarus.

## Geschichte
Die neugebildete Woiwodschaft entstand aus vormals russischem Gebiet, welches während bzw. nach dem Ersten Weltkrieg von 1917 bis 1921 deutsch besetzt war. Die Woiwodschaft war Teil der historischen Großregion Masowien.
Woiwode war von 1931 an einer der Anführer des oberschlesischen Aufstandes, Alfons Zgrzebniok († 1937). 
Während des Zweiten Weltkriegs wurde Polen zwischen dem Deutschen Reich und der Sowjetunion aufgeteilt und mit ihm alle Woiwodschaften aufgelöst. Die Region wurde zuerst von der Sowjetunion besetzt, um 1941 schließlich an Ostpreußen als Bezirk Bialystok angegliedert zu werden.
Größere Orte waren (mit Einwohnerzahl 1921):
- Białystok (76.792 Ew.)
- Grodno (34.694 Ew.)
- Łomża (22.014 Ew.)
- Suwałki (16.780 Ew.)

## Bevölkerung

### Volkszählung 1921
Die Volkszählung vom 30. September 1921 ermittelte folgende „Nationalitäten“ (Volkszugehörigkeiten):
Nationalitäten nach dem Zensus 1921
| Nationalität        | Zahl      | Prozent  |
| ------------------- | --------- | -------- |
| Polen               | 1.004.370 | 76,95 %  |
| Juden               | 162.912   | 12,48 %  |
| Belarussen          | 119.392   | 9,15 %   |
| Russen              | 7.019     | 0,54 %   |
| Litauer             | 6.872     | 0,53 %   |
| Deutsche            | 4.117     | 0,32 %   |
| Ukrainer (Ruthenen) | 304       | 0,02 %   |
| Übrige              | 255       | 0,02 %   |
| Unbekannt           | 43        | 0,00 %   |
| Gesamt              | 1.305.284 | 100,00 % |

Die jüdische Bevölkerung konzentrierte sich in den Städten. Der jüdische Bevölkerungsanteil lag im Jahr 1921 in Bialystok bei 48,4 %, in Grodno bei 43,3 % und in Łomża bei 40,6 %.